# Ливадица (дем Пела)
Вижте пояснителната страница за други значения на Ливадица.
Ливадица (на гръцки: Λιβαδίτσα) е село в Егейска Македония, Гърция, в дем Пела на административна област Централна Македония.

## География
Селото е разположено на 80 m надморска височина в северозападния край на Солунското или Пазарското поле на 12 km източно от Енидже Вардар (Яница).

## История

### В Османската империя
В 1848 година руският славист Виктор Григорович описва в „Очерк путешествия по Европейской Турции“ Ливадица като българско село. Александър Синве („Les Grecs de l’Empire Ottoman. Etude Statistique et Ethnographique“), който се основава на гръцки данни, в 1878 година пише, че в Ливадица (Livaditza), Воденска епархия, живеят 240 гърци.
На австро-унгарската военна карта е отбелязано като Суябакаджи (Ливадица) (Sujabakadži (Livadica), на картата на Йоргос Кондоянис е отбелязано като Ливадица (Λιβαδίτσα), християнско село.
Към 1900 година според статистиката на Васил Кънчов („Македония. Етнография и статистика“) Ливадица (Суя Бакиджа) има 250 жители власи.
Цялото село е под върховенството на Българската екзархия. По данни на секретаря на екзархията Димитър Мишев („La Macédoine et sa Population Chrétienne“) в 1905 година в Ливадица (Livaditza) има 120 българи екзархисти.
Кукушкият околийски училищен инспектор Никола Хърлев пише през 1909 година:
| „ | Ливадица (Суя бакаджи), 16 /III, 3 1/4 ч. от Литовой. 26 български екзархийски къщи, чифлик. Поминъкът е земеделие и лозарство. Селянете са доста заможни – главно от кражба на беговия дял. От Патриаршията е отказано преди статуквото. Никакви черковни имоти. Няма и училищно помещение. Сега пръв път се отваря българско училище. То се помещава в една избичка – тъмна, влажна, по-лоша от затвор. | “ |

По данни на Екзархията в 1910 година Ливадица е чифлигарско село с 44 семейства, 191 жители българи и една черква.
В 1910 година Халкиопулос пише, че в селото (Λειβαδίτσα) има 165 екзархисти.

### В Гърция
През Балканската война в 1912 година селото е окупирано от гръцки части и остава в Гърция след Междусъюзническата война в 1913 година. Преброяването в 1913 година показва Ливадица (Λειβαδίτσα) като село с 92 мъже и 96 жени. Ликвидирани са 3 имота на жители, преселили се в България. Боривое Милоевич пише в 1921 година („Южна Македония“), че Ливадица има 30 къщи славяни християни.
Всички 44 български семейства или 108 души се изселват в България. На негово място са настанени гърци бежанци. В 1928 година Ливадица е представено като чисто бежанско с 20 бежански семейства и 62 жители общо.
Селото произвежда жито, овошки, тикви, както и продукти от скотовъдството.
| Година    | 1913 | 1920 | 1928 | 1940 | 1951 | 1961 | 1971 | 1981 | 1991 | 2001 | 2011 | 2021 |
| --------- | ---- | ---- | ---- | ---- | ---- | ---- | ---- | ---- | ---- | ---- | ---- | ---- |
| Население | 188  | 82   | 94   | 142  | 166  | 140  | 107  | 65   | 79   | 59   | 46   | 53   |